# Austin (vehículo blindado)
El Austin fue un automóvil blindado británico producido durante la Primera Guerra Mundial. El vehículo es conocido por su empleo por el Ejército Imperial Ruso en la Primera Guerra Mundial y por diferentes fuerzas en la guerra civil rusa.
Además de los Austin de fabricación británica, se construyeron unas pocas docenas de vehículos en Rusia entre 1918 y 1920. Por lo general, se los conoce como Austin-Putilov o, si están equipados con un chasis semioruga Kégresse, Austin-Kégresse.

## Historial de producción

### Austin británico

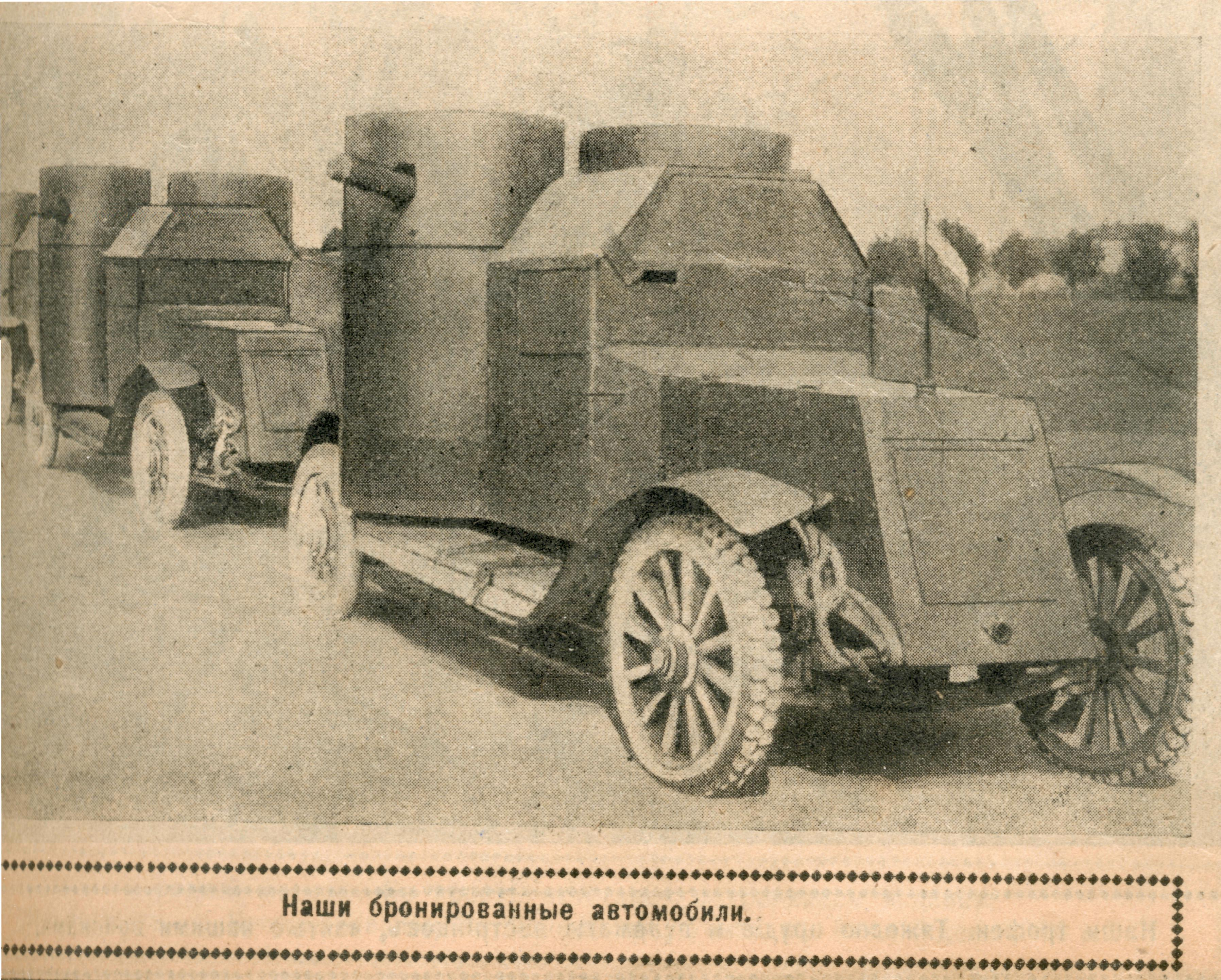
Ilustración del Austin 1.ª serie.

En agosto de 1914, justo después del comienzo de la Primera Guerra Mundial, el ejército imperial ruso comenzó a formar unidades de automóviles blindados. Debido a las limitadas capacidades de producción de la industria automotriz del país, se decidió ordenar una cantidad de vehículos en el extranjero. Se envió un comité al Reino Unido, pero no pudo encontrar un vehículo blindado que cumpliera con sus requisitos.
Para cumplir con estos requisitos, la firma Austin Motor Company diseñó un nuevo vehículo blindado. El vehículo, conocido como Austin 1.ª serie, se basó en el chasis del sedan Austin Colonial 30 hp con tracción trasera. Para las operaciones en el campo de batalla, los neumáticos de las ruedas de radios de madera podrían cambiarse por llantas de goma maciza. Estaba armado con dos ametralladoras Maxim M1910 montadas en torretas separadas colocadas a ambos lados del casco detrás de la cabina del conductor; cada torreta podría cubrir todo el hemisferio lateral del vehículo en su lado respectivo, con fuego superpuesto en la parte delantera y trasera El vehículo estaba protegido por planchas de blindaje de 3,5–4 mm de espesor empernadas a un bastidor. La tripulación de cuatro personas, comandante, conductor y dos artilleros, podía entrar o salir del vehículo por una puerta en el lado izquierdo de la cabina o por una gran puerta trasera de dos hojas. Este modelo fue aceptado en servicio como Austin Armored Car y el gobierno ruso ordenó 48 vehículos a un precio de 1 150 libras cada uno. Después de llegar a Rusia, el blindaje frontal y el de la torreta se reemplazó con planchas de 7 mm. La primera experiencia de combate, sin embargo, reveló que la protección aún era demasiado débil por lo que la totalidad de sus planchas blindadas fueron reemplazadas por otras de 7 mm de espesor en la Fábrica Izhorski. El blindaje mejorado hizo que los Austin fueran mucho más pesados, lo que resultó en movilidad limitada e hizo que se ejerciera una presión considerable sobre el eje trasero y sus ruedas motrices. Sin embargo, el automóvil aun así, se consideró mejor que los diseños alternativos ofrecidos por las firmas Armstrong Whitworth, Renault y Sheffield-Simplex; por ello el Ejército Imperial Ruso solicitó que los cambios se incorporaran a una nueva serie. Algunos Austin dañados fueron reconstruidos sobre chasis del automóvil blindado White.
El 6 de marzo de 1915, los rusos ordenaron 60 vehículos de diseño mejorado, conocidos como Austin 2.ª serie. En esta ocasión se eligió el chasis de un camión de 1,5 toneladas con un motor de 50 Hp. El casco era más corto, con un blindaje más grueso, el techo de la cabina del conductor fue modificado para mejorar el ángulo de tiro de las ametralladoras. Menos bienvenida fue la eliminación de la puerta de acceso posterior. El ejército también decidió que quería un puesto de conducción trasero, por lo que, después de su llegada a Rusia, todos los vehículos fueron equipados con una sección de casco trasero rediseñada, que albergaba un segundo puesto de conducción y una escotilla adicional; otra actualización fue la adición de escudos laterales a las ametralladoras.
El 25 de agosto de 1916 se ordenaron sesenta unidades de la tercera serie de Austin. Los vehículos eran similares en características a la segunda serie, pero tenían el casco trasero modificado con poste de conducción, nuevos escudos de ametralladoras, el vidrio blindado reemplazó los visores frontal y carecían de las anteriores grandes ventanas laterales. Otra versión más, con chasis reforzado y ruedas traseras dobles, a veces denominado Austin modelo 1918, se ordenó en 1917, pero debido a los acontecimientos en Rusia no se entregó ninguno.

### Austin ruso

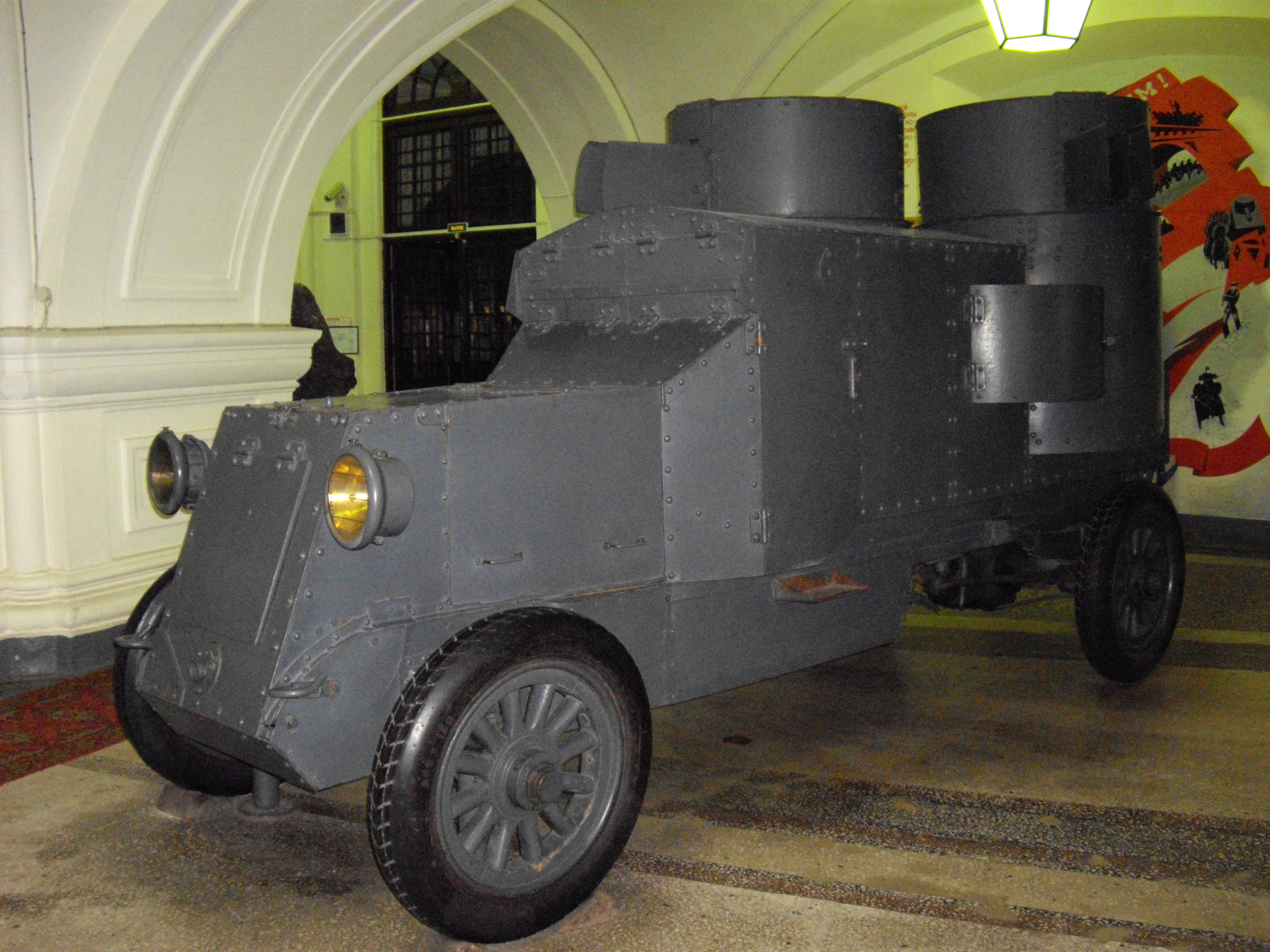
El Austin-Putilov del Museo de Artillería de San Petersburgo.

En 1916 se tomó la decisión de producir un vehículo blindado ruso utilizando el conocido chasis Austin. Se pidieron sesenta unidades de chasis, idénticas a las utilizadas en la tercera serie, en Austin. La misión de construir cascos blindados fue encomendada a la Fábrica Putilovets en San Petersburgo. Se planeó construir los automóviles para julio de 1917, pero la Revolución de febrero y el caos posterior prácticamente detuvieron el trabajo. Hasta marzo de 1918 no se produjeron los primeros automóviles. Más tarde, la producción fue transferida a la Fábrica Izhorski. Se produjeron un total de 33 vehículos entre 1918-1920. La designación "Austin-Putilov" (Ostin-Putilovets) no está atestiguada en ningún documento ruso contemporáneo; fue acuñada más tarde por algunos historiadores. En cambio, se llamaron Russkij Ostin o Austin ruso.
Doce cascos idénticos a los de los Austin-Putilov fueron montados sobre un chasis semioruga Kégresse, lo que resultó en los vehículos conocidos como Austin-Kégresse. La producción continuó desde julio de 1919 hasta marzo de 1920, cuando se detuvo por falta de materiales y piezas.
Las características más obvias de los Austin rusos fueron las torretas de ametralladoras colocadas en diagonal (para reducir el ancho) y montadas con una mejor elevación y, una puerta lateral derecha adicional.

## Historial de servicio

### Rusia

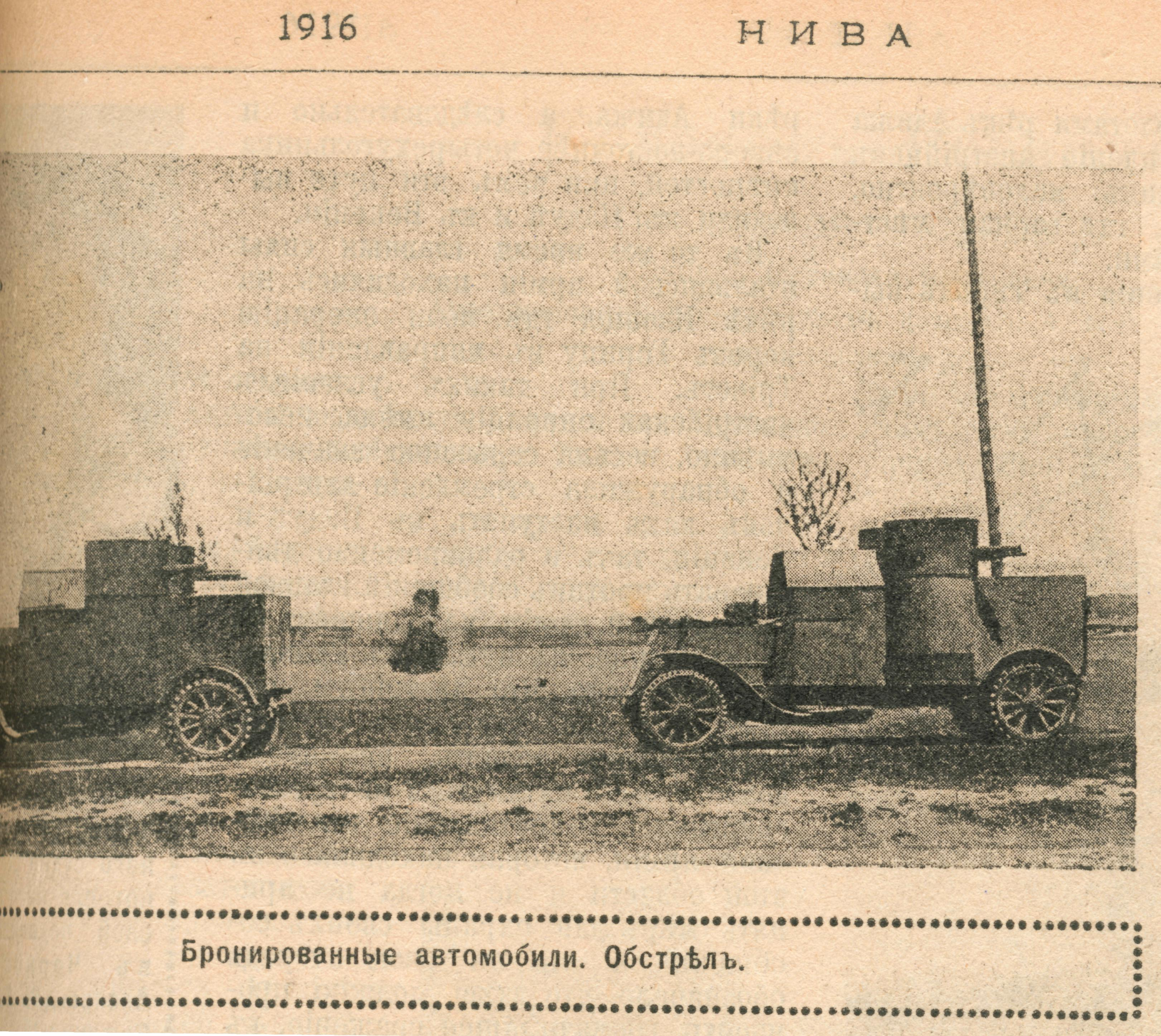
Dos Austin 1.ª serie del Ejército Imperial Ruso cerca al río Dvina, 1916.

La llegada de la primera serie de Austin permitió la formación de pelotones de autoametralladoras (en ruso: pulemyotniy avtomobilniy vzvod o  avtopulevotyy). Los primeros pelotones (5 al 12), formados según la organización no. 19, tenía cada uno tres Austin, cuatro vehículos de personal, un camión, un camión taller, un camión cisterna y cuatro motocicletas, con una dotación de cuatro oficiales y 45-46 soldados. Otros pelotones (13–24, 26–28, 30–36), formados según la organización no. 20, recibieron solo dos Austin, pero tenían una sección de armas que consistía en un camión blindado Putilov-Garford, un automóvil de personal, un camión y una motocicleta. Los pelotones del 5 al 12 recibieron un Putilov-Garford adicional. Las tripulaciones de esos pelotones estaban formadas por voluntarios. La mayoría de los pelotones combatieron en los frentes occidental y sudoccidental y unos pocos en el frente norte y el Cáucaso. En combate estaban unidos a divisiones o regimientos.
A mediados de 1916 era evidente que deberían formarse unidades más grandes para que los vehículos blindados fueran más efectivos. En agosto, los pelotones se organizaron en doce " batallones de automóviles blindados (ruso: bronyevoy avtomobilniy divizion o avtobronedivizion), cada uno unido a un ejército específico. Cada batallón se formó con dos a cinco antiguos pelotones, que fueron renombrados a secciones aunque conservaban el número anterior. En algunos casos, por ejemplo, en el teatro del Cáucaso, se retuvo la organización del pelotón.

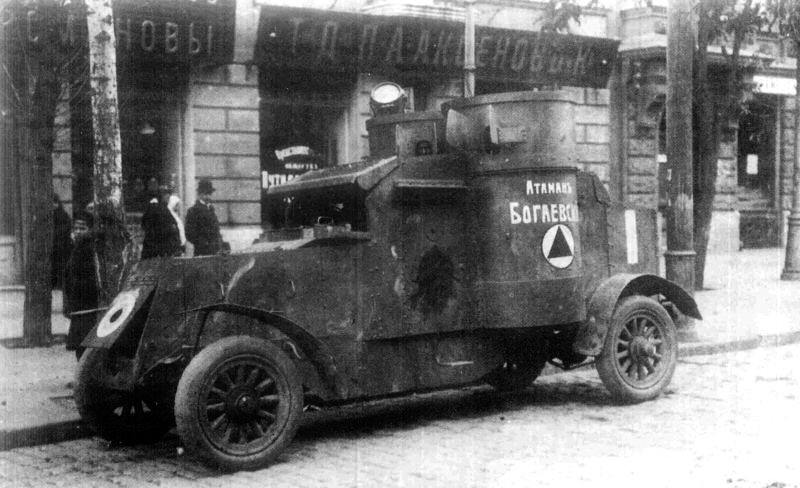
El Austin 3.ª serie Atamán Bogaevskiy del Ejército del Don, 1919.

En la guerra civil rusa, muchos de los participantes utilizaron los Austin, incluidos los ejércitos Rojo y Blanco, los ucranianos, etc. El Ejército Rojo poseía la mayor cantidad de vehículos blindados, incluidos todos los Austin-Putilov y Austin-Kergesse y la mayoría de la tercera serie. En el servicio soviético, los automóviles se organizaron en "unidades de automóviles blindados" (en ruso: bronevoy avtomobilniy otryad o avtobronevoy otryad), similar en fuerza a un pelotón de la época de la Primera Guerra Mundial: tres o cuatro vehículos armados con ametralladoras, cuatro vehículos de personal, cinco camiones, un camión cisterna, un camión taller y cuatro motocicletas. El Austin también participó en combates durante la guerra polaco-soviética. En 1921, el RKKA poseía alrededor de 16 Austin de la primera serie, 15 de la 2.ª  y 78 de la 3.ª. Los Austin de fabricación británica fueron retirados del servicio en 1931, y, los de fabricación rusa en 1933.
El automóvil blindado Austin-Putílov llamado VRAG kapitāla (Enemigo del Capital), en exhibición en el Museo de Artillería en San Petersburgo, es mencionado a menudo como el vehículo que Lenin utilizó para dirigirse al público en abril de 1917. Sin embargo, no puede ser cierto, ya que este vehículo blindado se fabricó en 1919.

### Otros usuarios

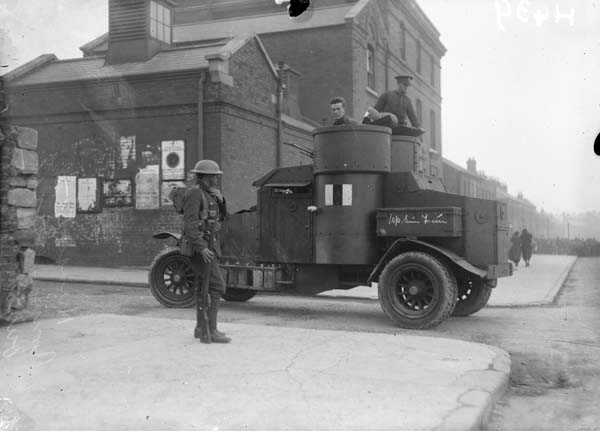
Austin británico en Irlanda, 1920.

Dieciséis de los Austin construidos para Rusia pero no enviados después de la revolución fueron utilizados para equipar el 17.º Batallón (Cuerpo Blindado) del Cuerpo de Tanques. Las ametralladoras se cambiaron por la Hotchkiss M1914, que era la ametralladora estándar de la unidad de tanques británica. El 17.º Batallón llegó a Francia en abril de 1918. Sus primeras operaciones fueron en apoyo del ejército francés en junio. Regresó al ejército británico en agosto y tuvo mucho éxito en la batalla de Amiens. Los Austin fueron remolcados en parejas por tanques a través del campo de batalla. Una vez que llegaron a un mejor terreno al otro lado de la "tierra de nadie", avanzaron libremente. Se capturó un cuartel general alemán a 16 km detrás de las líneas enemigas e hicieron estragos en unidades de reserva y apoyo alemanas, artillería y las líneas de suministro. El 17.º fue la primera unidad británica en cruzar el Rin en 1918.
Algunos de sus chasis se reutilizaron en la fabricación del automóvil blindado Peerless y se mantuvieron en servicio hasta 1939.
Alguno fueron enviados a la región del Mar Caspio. También los Austin fueron utilizados por los británicos durante la guerra de Independencia irlandesa.

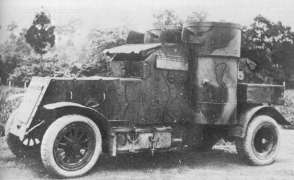
Austin Modelo 1918 del Ejército Imperial japonés.

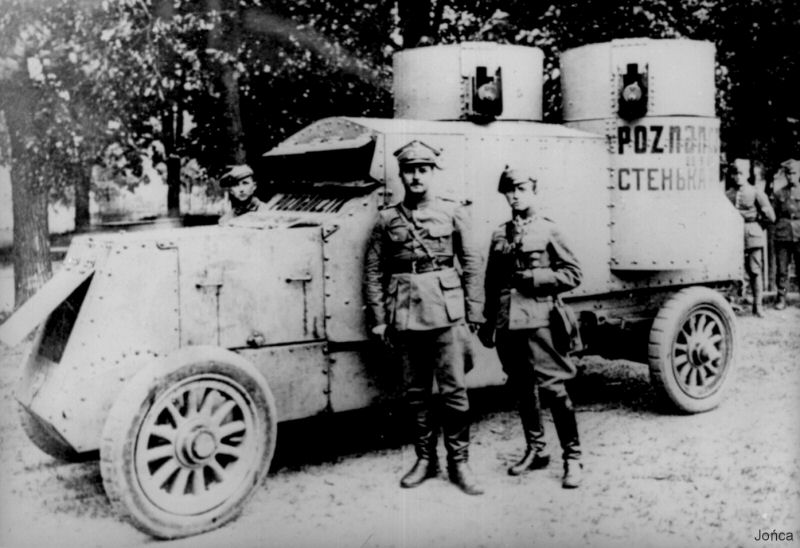
El Austin-Putilovets «Poznańczyk» cerca de Bobruysk, guerra polaco-soviética,1920.

- Un pequeño número de Austin modelo 1918 se convirtió en otra evolución de la línea de automóviles Austin. La nueva serie de modelos incluía un chasis reforzado y doble tracción trasera para contrarrestar el peso trasero. Sin embargo, el modelo no se envió a Rusia (estaban solicitados 70) debido a su agitación interna y algunos de esta serie fueron adquiridos por el Ejército Imperial Japonés,[4] donde permanecieron en servicio hasta principios de la década de 1930.
- Las Fuerzas Armadas polacas capturaron, y posteriormente usaron hasta 20 Austin durante la guerra civil rusa y la guerra polaco-soviética. Cinco permanecieron en servicio después de la guerra, algunos hasta la década de 1930.
- Dos Austin 3.ª serie, inicialmente enviados por los soviéticos en 1918 para ayudar a la Guardia Roja durante la guerra civil finlandesa, fueron tomadas por el ejército finlandés que los utilizó hasta mediados de la década de 1920.
- Estonia usó dos Austin-Putilov capturados, llamados Tasuja y Suur Tõll.
- El ejército letón usó un Austin 2.ª serie, nombrado Zemgaleetis.
- Cuatro Austin-Putilov fueron utilizados por el ejército rumano.
- Los soviéticos entregaron 3 unidades al Ejército Popular de Mongolia a principios de la década de 1920.
- En 1919, cuatro Austin, dos Serie II y dos Serie III, se pusieron en servicio con la unidad Kokampf de los Freikorps alemanes.
- El último Austin activo fue probablemente el vehículo empleado por el ejército austríaco hasta 1935.
- Al menos un automóvil fue capturado en el frente de Dobruja el 17 de noviembre de 1916 por el ejército búlgaro.

## Variantes

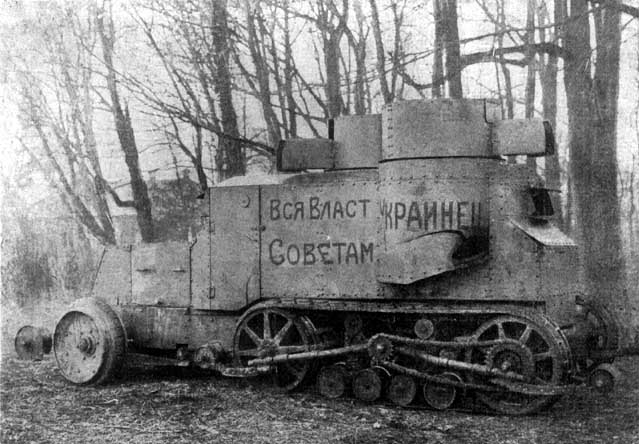
Un Austin-Kegresse del Ejército Rojo, dañado en el área de Zhytómyr durante la guerra polaco-soviética, 21 de marzo de 1920.

Austin 1.ª serie (o modelo 1914 )
Basado en un chasis de automóvil con motor de 30 hp y transmisión por eje trasero. Ruedas de madera con radios. Blindaje de 3,5–4 mm, finalmente reemplazada por planchas de 7 mm. Su peso con el blindaje original era de 2,66 t. Velocidad en carretera de 50–60 km/h. Autonomía en carretera 250 km. Tripulación de 4 (comandante, conductor y dos artilleros). Se construyeron 48 unidades.
Austin 2.ª serie (o modelo 1915 )
A partir de un chasis de camión de 1,5 toneladas con motor de 50 hp, casco acortado, blindaje más grueso, techo rediseñado de la cabina del conductor, sin puerta trasera. Después de su llegada a Rusia, se les equipó con una sección rediseñada del casco trasero (con un segundo puesto de conducción y escotilla trasera) y protectores laterales para las ametralladoras. Peso 5,3 ton. Velocidad sobre 60 km/h. Autonomía en carretera de 200 km. Tripulación de 4–5. Se construyeron 60 unidades.
Austin 3.ª serie
Sección trasera modificada y en la cabina del conductor. Las ranuras de visión lateral se redujeron en tamaño y se agregaron vidrios blindados en las ranuras de visión frontal. Los escudos de las ametralladoras en las torretas eran estándar y el casco trasero incluía la cabina de conducción trasera, sin escotilla trasera. Peso 5,3 ton. Velocidad 60 k/h aprox. Autonomía en carretera 200 km. Tripulación de 4–5. Se construyeron 60 unidades.
Austin modelo 1918
Chasis reforzado, ruedas traseras dobles. Se ordenaron 70 vehículos, que no fueron entregados debido a los eventos acaecidos en Rusia en 1917.
Austin-Putilov
Casco producido localmente diseñado por Putilovski Zavod, con torretas de ametralladoras en diagonal, puerta lateral derecha y blindaje más grueso. El chasis, igual que en la tercera serie, todavía se ordenó a Austin. El espesor de su blindaje iba de 4 a 7,5 mm. Peso 5,2 t. Velocidad a campo través de unos 55 km/h. Autonomía en carretera 200 km. Tripulación de 5. Se construyeron treinta y tres unidades hasta que se detuvo la producción en 1920.
Austin-Kégresse (o Austin-Putilov-Kégresse)
Casco Austin-Putilov montado sobre un chasis semioruga tipo Kégresse con un peso de 5,8–5,9 t. Velocidad en carretera de unos 25 km/h con una autonomía en carretera de 100 km. La fabricación abarcó desde julio de 1919 hasta marzo de 1920 con 12 unidades construidas.
Modificaciones de campaña
Los cascos blindados dañados de los Austin, a veces (principalmente durante la guerra civil rusa) se montaron sobre otros chasis, generalmente de White, Fiat o Packard. La combinación de chasis White y casco Austin a menudo se denomina White-Austin.

### Vehículos blindados de similares características, uso y época
- Charron modelo 1905
- Ehrhardt EV/4
- Jeffery-Russel
- Lanchester 4×2
- Lancia IZ
- Automóvil blindado Minerva
- Automóvil blindado Peerless
- Peugeot modelo 1914
- Automóvil blindado Rolls-Royce
- White AM modelo 1915/1918

- Anexo:Vehículos blindados de combate de la Primera Guerra Mundial